# Ogema Township
Pour les articles homonymes, voir Ogema.
Ogema Township est une municipalité du comté de Pine dans le Minnesota. La population était de 298 habitants en 2000.

## Géographie
D'après le United States Census Bureau, la ville a une surface totale de 124,4 km² (48,0 mi²). Dont 121,3 km2 (46,8 mi²) sont des terres et 3,2 km2 (1,2 mi²) soit 2,54 % sont de l'eau.

## Démographie
D'après un recensement de 2000, il y a 298 personnes à Ogema, dont 103 ménages, et 77 familles résident dans la ville. 
| Communauté                                         | Pourcentage de la population |
| -------------------------------------------------- | ---------------------------- |
| Blancs                                             | 45,64 %                      |
| Afro-américains                                    | 3,02 %                       |
| Asiatiques                                         | 0,34 %                       |
| Amérindiens                                        | 48,99 %                      |
| personnes appartenant à 2 ou plusieurs communautés | 2,10 %                       |
| Hispaniques                                        | 0,34 %                       |

Sur les 103 ménages, 35,9 % ont un enfant de moins de 18 ans, 46,6 % sont des couples mariés, 21,4 % n'ont pas de maris présents, et 25,2 % ne sont pas des familles. 20,4 % de ces ménages sont constitués d'une personne dont 4,9 % d'une personne de 65 ans ou plus.
| Tranches d'âge  | Pourcentages de la population |
| --------------- | ----------------------------- |
| moins de 18 ans | 31,5 %                        |
| de 18 à 24 ans  | 9,4 %                         |
| de 25 à 44 ans  | 24,2 %                        |
| de 45 à 64 ans  | 25,8 %                        |
| 65 ans ou plus  | 9,1 %                         |

L'âge moyen de la population est de 35 ans. Pour 100 femmes il y  108,4 hommes. Pour 100 femmes de 18 ou plus, il y a 92,5 hommes.
Le revenu moyen d'un ménage est de $28 750, et celui d'une famille de 33 500 $. Les hommes ont un revenu moyen de 23 750 $ contre 30 333 $ pour les femmes. Le revenu moyen par tête est de 13 042 $. Près de 25,0 % des familles et 34,0 % de la population vit en dessous du seuil de pauvreté, dont 62,7 % de ceux en dessous de 18 ans et 5,6 % de ceux de 65 et plus.

## Référence
- (en) Cet article est partiellement ou en totalité issu de l’article de Wikipédia en anglais intitulé « Ogema Township, Pine County, Minnesota » (voir la liste des auteurs).